# Vice Academy
Vice Academy è un film statunitense del 1989 diretto da Rick Sloane. È il primo capitolo di un ciclo di sei film, una sorta di parodia sexy del telefim Charlie's Angels e di Scuola di polizia.

## Trama
Holly e Didi, studentesse e nemiche giurate, entrano in un'accademia di polizia. Durante l'addestramento, cercano di porre fine a una rete clandestina di film pornografici. 